# Jean Bouttiau
Jean Bouttiau, né le 3 septembre 1889 et mort le 4 mars 1957, est un joueur de football international belge actif avant la Première Guerre mondiale. Il réalise toute sa carrière au Standard de Liège, où il occupe le poste de milieu de terrain. Son frère Paul est également joueur au Standard et international belge.

## Carrière en club
Jean Bouttiau rejoint l'équipe première du Standard de Liège, où son frère aîné Paul est déjà actif, en 1909. Le club fait ses débuts en première division cette année-là et le joueur ne tarde pas à obtenir une place de titulaire dans l'équipe. 
Bien que le club termine souvent dans la seconde moitié du classement, les bonnes performances du joueur lui valent d'être appelé en équipe nationale belge à six reprises en 1911 et 1912. Au déclenchement de la Première Guerre mondiale en 1914, les compétitions sont suspendues et le joueur met un terme à sa carrière. 

### Statistiques
| Saison                | Club                  | Championnat           | Championnat | Championnat | Coupe(s) nationale(s) | Coupe(s) nationale(s) | Total | Total |
| Saison                | Club                  | Division              | M.          | B.          | M.                    | B.                    | M.    | B.    |
| 1909-1910             | Standard de Liège     | Division 1            | -           | -           | 0                     | 0                     | 0     | 0     |
| 1910-1911             | Standard de Liège     | Division 1            | -           | -           | 0                     | 0                     | 0     | 0     |
| 1911-1912             | Standard de Liège     | Division 1            | -           | -           | 0                     | 0                     | 0     | 0     |
| 1912-1913             | Standard de Liège     | Division 1            | -           | -           | 0                     | 0                     | 0     | 0     |
| 1913-1914             | Standard de Liège     | Division 1            | -           | -           | 0                     | 0                     | 0     | 0     |
| Total sur la carrière | Total sur la carrière | Total sur la carrière | 81          | 16          | 0                     | 0                     | 81    | 16    |

## Carrière en équipe nationale
Jean Bouttiau compte six convocations en équipe nationale belge, pour autant de matches joués. 
Il dispute son premier match avec les « Diables Rouges » le 2 avril 1911 en déplacement face aux Pays-Bas et son dernier le 8 avril 1912 face à l'Angleterre amateur. Il inscrit un but au cours de sa carrière internationale, contre la France. Son frère Paul a également joué quatre matches en équipe nationale, mais ils n'ont jamais été alignés ensemble.

### Liste des sélections internationales
Le tableau ci-dessous reprend toutes les sélections de Jean Bouttiau. Le score de la Belgique est toujours indiqué en gras.
| Date       | Compétition  | Adversaire         | Lieu      | Score | Remarque    |
| ---------- | ------------ | ------------------ | --------- | ----- | ----------- |
| 02/04/1911 | Match amical | Pays-Bas           | Dordrecht | 3-1   |             |
| 23/04/1911 | Match amical | Allemagne          | Liège     | 2-1   |             |
| 30/04/1911 | Match amical | France             | Bruxelles | 7-1   | But inscrit |
| 20/02/1912 | Match amical | Suisse             | Anvers    | 9-2   |             |
| 10/03/1912 | Match amical | Pays-Bas           | Anvers    | 1-2   |             |
| 08/04/1912 | Match amical | Angleterre amateur | Bruxelles | 1-2   |             |